# 硖门畲族乡
硖门畲族乡是中华人民共和国福建省宁德市福鼎市下辖的一个民族乡。

## 行政区划
硖门畲族乡下辖以下村级行政区划单位：
硖门村、青湾村、斗门头村、柏洋村、瑞云村、东稼村、秦石村、青屿头村和渔井村。